# Joanne Shaw Taylor
Joanne Shaw Taylor (* 1985 in Wednesbury, West Midlands) ist eine britische Bluesrock-Gitarristin und Singer-Songwriterin, die im Alter von 16 Jahren von Dave Stewart von den Eurythmics entdeckt wurde.

## Leben und Karriere
Joanne Shaw Taylor wuchs in Wednesbury im Black Country Englands auf. Als Jugendliche begann sie Blues zu spielen; ihre Vorbilder waren Stevie Ray Vaughan, Albert Collins und Jimi Hendrix. Dave Stewart hörte Taylor bei einem Auftritt und lud sie 2002 ein, mit seinem Projekt D.U.P. auf Europatour zu gehen.
Im Mai 2009 veröffentlichte Taylor bei Ruf Records ihr Debütalbum White Sugar. Ihr zweites Album war 2010 Diamonds in the Dirt, ebenfalls bei Ruf Records. Beide Alben erreichten Position 8 der US-amerikanischen Blues-Charts. Auch ihre beiden nächsten Alben, Almost Always Never (2012) und Songs from the Road (live 2013) erschienen bei Ruf, bevor Taylor die Alben The Dirty Truth (2014) und Wild (2016) bei ihrem eigenen Label Axe House herausbrachte. The Dirty Truth wurde in Memphis aufgenommen, Wild in Nashville. Almost Always Never belegte Platz 1 der UK Jazz & Blues Album Charts; alle folgenden Alben kamen in die Top-5 dieser Charts, überwiegend auf die Spitzenposition.
2010 und 2011 gewann Taylor je einen British Blues Award in der Kategorie Best Female Vocalist. 2011 erhielt sie für ihren Song Same As It Never Was den Preis in der Kategorie Songwriter of the Year, 2015 wurde ihr Song Mud Honey ausgezeichnet. Am 4. Juni 2012 spielte Taylor die Leadgitarre in der Band von Annie Lennox beim Diamond Jubilee Concert in London.
2018 trat sie im Vorprogramm der Rockband Foreigner bei deren Auftritten in Birmingham und London auf. 2019 erschien ihr sechstes Studioalbum Reckless Heart bei Silvertone Records, einem Label von Sony Music, aufgenommen in Detroit. 2020 unterschrieb sie bei Joe Bonamassas Label Keeping The Blues Alive (KTBA), bei dem 2021 The Blues Album erschien. Dieses Album, entstanden während der COVID-19-Pandemie in Nashville, enthält eine Auswahl neu eingespielter Blues-Standards. The Blues Album erreichte Platz 1 der Billboard Blues Charts., ebenso das nachfolgende Livealbum Blues from the Heart Live (2022). Die nächsten Studioalben waren Nobody’s Fool (2022) und Heavy Soul (2024).

## Diskografie
- 2009: White Sugar
- 2010: Diamonds in the Dirt
- 2012: Almost Always Never
- 2013: Songs from the Road (live)
- 2014: The Dirty Truth
- 2016: Wild
- 2019: Reckless Heart
- 2021: The Blues Album
- 2022: Blues from the Heart Live (live)
- 2022: Nobody’s Fool
- 2024: Heavy Soul
- 2025: Black & Gold